# Salavat Rachmetov
Salavat Kipaevič Rachmetov (in russo Салават Кипаевич Рахметов?; Almaty, 17 dicembre 1967) è un arrampicatore russo.
Pratica l'arrampicata in falesia, il bouldering e ha gareggiato nelle competizioni di difficoltà e boulder.

## Biografia
Ha cominciato ad arrampicare nel 1984 a sedici anni insieme al fratello Kayrat che aveva iniziato già nel 1978. Prima dell'arrampicata aveva praticato l'atletica leggera, il mezzofondo e il salto in lungo. Dopo aver gareggiato per alcuni anni nelle competizioni nazionali russe dal 1989 ha iniziato a partecipare alla appena nata Coppa del mondo lead di arrampicata. Nel 1992 ha vinto la medaglia di bronzo al Campionato europeo di arrampicata 1992 a Francoforte sul Meno.
Nel 1999, a trentadue anni, ha preso parte alla nuova Coppa del mondo boulder di arrampicata, ottenendo ben presto ottimi risultati come il secondo posto nella classifica finale negli anni 2000 e 2003. Sempre nella specialità boulder, che ha sempre preferito alla difficoltà, nel 2002 ha vinto la medaglia di bronzo al Campionato europeo di arrampicata 2002 a Chamonix e nel 2005, a trentotto anni, ha vinto la medaglia d'oro al Campionato del mondo di arrampicata 2005 a Monaco di Baviera.
Nel maggio 2010 la comunità degli arrampicatori si è stretta attorno alla famiglia Rachmetov in quanto la figlia Zaila di cinque anni è stata vittima di un grave incidente in Turchia, durante un'arrampicata mentre era con i genitori. Zalia si è ripresa dall'incidente dopo un lungo ricovero.

## Palmarès

### Coppa del mondo
|         | 1991 | 1992 | 1993 | 1994 | 1995 | 1996 | 1997 | 1998 | 1999 | 2000 | 2001 | 2002 | 2003 | 2004 | 2005 | 2006 | 2007 | 2008 |
| ------- | ---- | ---- | ---- | ---- | ---- | ---- | ---- | ---- | ---- | ---- | ---- | ---- | ---- | ---- | ---- | ---- | ---- | ---- |
| Lead    | 8    | 17   | 19   | 20   | 12   | 13   | 16   | 8    | 40   | 22   |      | 75   |      |      |      |      |      |      |
| Boulder |      |      |      |      |      |      |      |      | 8    | 2    | 6    | 7    | 2    | 6    | 16   | 11   | 35   | 42   |

### Campionato del mondo
|          | 1991 | 1993 | 1995 | 1997 | 1999 | 2001 | 2003 | 2005 | 2007 | 2009 |
| -------- | ---- | ---- | ---- | ---- | ---- | ---- | ---- | ---- | ---- | ---- |
| Lead     | 11   |      |      |      | 9    |      | 15   |      |      |      |
| Boulder  |      |      |      |      |      | 7    | 7    | 1    | 18   | 16   |
| Velocità | 9    |      |      |      |      |      |      |      |      |      |

## Statistiche

### Podi in Coppa del mondo boulder
| Stagione | 1º | 2º | 3º | Podi totali |
| -------- | -- | -- | -- | ----------- |
| 2000     | 2  |    | 1  | 3           |
| 2002     | 2  | 2  |    | 4           |
| 2003     |    | 1  |    | 1           |
| 2006     |    | 1  |    | 1           |
| Totale   | 4  | 4  | 1  | 9           |